# Venturia finlaysonae
Venturia finlaysonae är en stekelart som beskrevs av David B. Wahl 1987. Venturia finlaysonae ingår i släktet Venturia och familjen brokparasitsteklar. Inga underarter finns listade i Catalogue of Life.